# نافع الخفاجي

## نشأته وبيئته
الشيخ نافع الخفاجي هو حفيد العلامة الشيخ نافع الخفاجي الكبير ولد في قرية تِلْبانة (محافظة الدقهلية - مصر) يوم الجمعة 2 شوال سنة 1322 هـ، الموافق ديسمبر سنة 1904 م. ثم تعلم الكتابة وحفظ القرآن الكريم، وذهب إلى المعهد الأحمدي بطنطا سنة 1919 م ليتعلم فيه وأخذ منه الإبتدائية عام 1923 م، ثم كان قد أنشئ في ذلك الحين معهد فالتحق به واستمر في دراسته إلى أن أصيب بمرض عصبي عضال كان يحول بينه وبين المشي وحده، فأخذ يعالج نفسه منه ولكن العلاج لم يجد شيئا، اللهم إلا في تأخير زحف المرض على صحته، ثم أخذ الثانوية من الخارج من معهد الزقازيق عام 1928 م الموافق سنة 1346 ه‍.

## نيله شهادة العالمية
التحق بالقسم العالي بالأزهر ، ونال منه شهادة العالمية في يونيو سنة 1932 م الموافق سنة 1351 ه‍.
وعاد العالم الخفاجي بعد ذلك فأقام بالقرية يطالع في أسفار الأدب وبنظم القريض ويعالج نفسه من مرضه العضال، ثم تزوج في سبتمبر سنة 1939 م.

## الإنتاج الشعري
يلتزم شعره الوزن والقافية، رثى فيه نفسه وأحواله، فتوجع لمرضه، ولآماله التي عاقها المرض، ولعجزه، وتشكّى من الزمان وجناية الأيام، له قصيدة في الفخر بآل خفاجة، وله قصائد في المناسبات الاجتماعية والتهاني، أما غزله فإنه يتسم بالرقة والتدفق، وله قصيدة طريفة في شاة أكلت أوراقًا ضمّت عددًا من قصائده. نماذج من شعره. ـ قال في شكوى الزمان : 
وقال في الغزل:
ومن شعره في الغزل أيضًا:
وقال في قصيدة عنوانها «أين الصباح»؟ :
وقال :

## الوفاة
وافاه أجله المحتوم في 13 أغسطس سنة 1940 م ـ الثلاثاء 9 رجب سنة 1359 ه‍.

## روابط خارجية
مؤسسة عبد العزيز سعود البابطين الثقافية